# Khomasdal Nord
Il distretto elettorale di Khomasdal Nord è un distretto elettorale della Namibia situato nella Regione di Khomas con 43.921 abitanti al censimento del 2011.
È formato da parte del territorio dei seguenti sobborghi di Windhoek: Khomasdal, Katutura e Otjomuise.